# Wang Junkai
Wang Junkai (Chinesisch: 王俊凯; Pinyin: Wáng Jùnkǎi; * 21. September 1999 in Chongqing), Künstlername Karry Wang, ist ein chinesischer Schauspieler und Sänger, der sein Debüt 2013 mit der Boygroup TFBoys hatte.

## Leben
Wang Junkai wurde 1999 in Chongqing geboren, sein Vater ist Taxifahrer. 2010 wurde er zufällig bei einem Vorsprechen in seiner Grundschule von Time Fengjun Entertainment entdeckt. 2011 wurde er Trainee bei der TF Familie, die Jugendliche zwischen acht und zwölf Jahren in Singen, Tanzen und Performance fördert. Seit 2012 publizierte Wang Junkai Coverversionen von Popsongs online und fand so erste Fans. Seit 2013 singt er bei TFBoys (The Fighting Boys), besuchte jedoch weiter das achte Gymnasium der Stadt Chongqing.
An seinem 18. Geburtstag verkündete der Jungstar er wolle eine eigene Stiftung gründen. Der „Kindle Blue Fund“ soll Jugendliche unterstützen, die an Innovationen arbeiten.

## Karriere

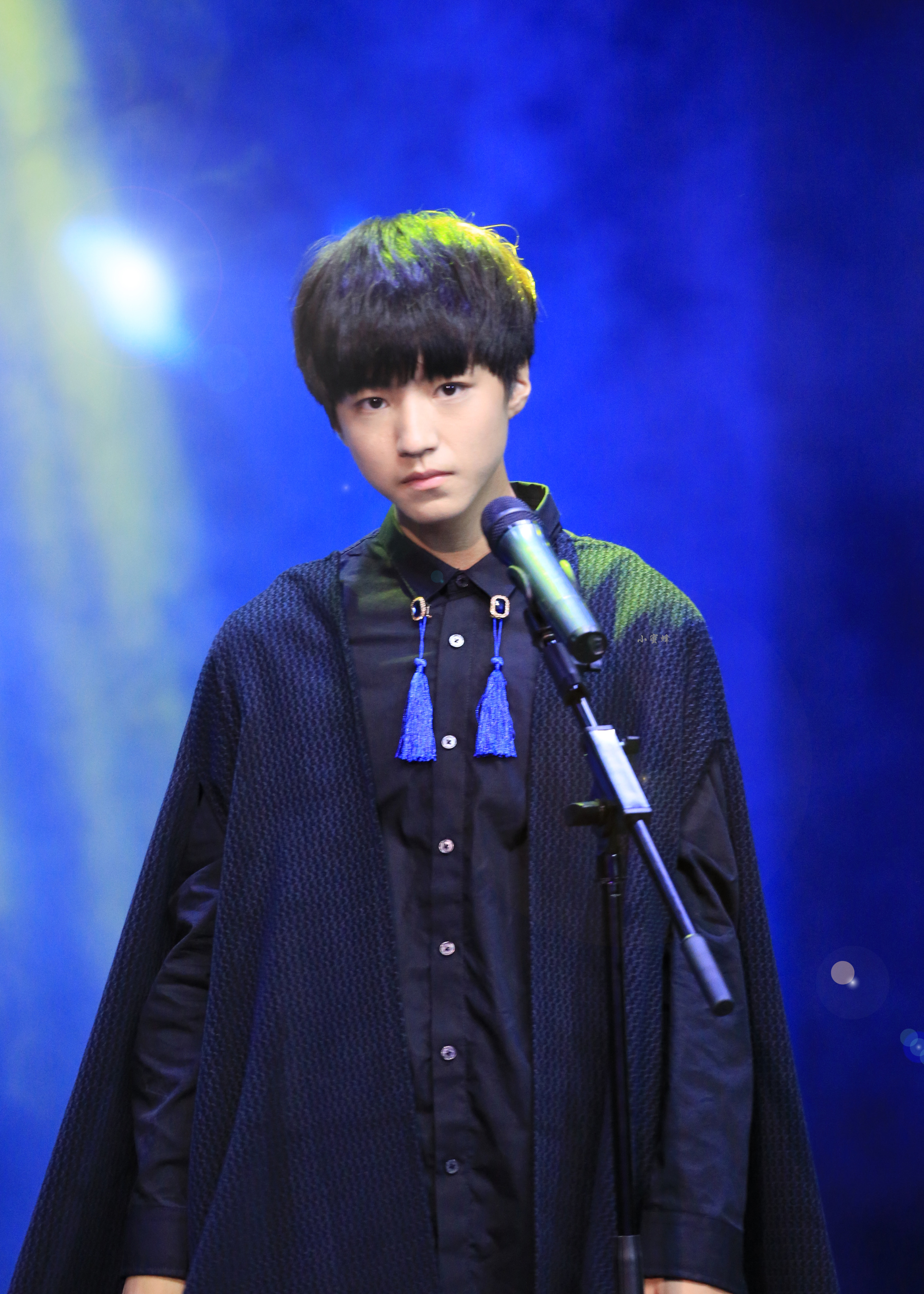
Bei einem Auftritt 2015

Am 6. August 2013 erschien das Musikvideo zu Zehn Jahre. Darin wurde die Gründung der dreiköpfigen Boygroup TFBoys angekündigt, bestehend aus Karry Wang (Wang Junkai), Roy Wang (Wang Yuan) und Jackson Yee (Yi Yangqianxi). Nach mehreren Minialben veröffentlichte die Band 2017 ihr erstes Studioalbum „Our Time“ (我们的时光).
Am 21. September 2014 twitterte Wang ein Covervideo auf Weibo, das bis zum 22. Juni 2015 über 40 Millionen Mal geteilt wurde. Das machte ihm zum Rekordhalter für den „am meisten zitierten Retweet“ im Guinness-Buch der Rekorde aufgeführt.
Die Bandmitglieder beteiligten sich gemeinsam an Auftritten in TV-serien und Reality-Shows (wie Run for Time) und wurden mit zahlreichen Preisen ausgezeichnet, zu denen 2015 drei Auszeichnungen beim Top Chinese Music Award zählten.
Wang war in Zhang Yimous Fantasy-Film The Great Wall als jugendlicher Kaiser zu sehen.
Durch seine Erfolge als Sänger, Schauspieler, Influencer (mit über 40 Millionen Followern) und Markenbotschafter (u. a. für Swatch und Dior) zählt Wang zu den reichsten Chinesen, die nach 1990 geboren wurden.

## Soziales Engagement
2015 repräsentierte Wang die national ausgezeichneten Jugendlichen bei zwei Konferenzen in der großen Halle des Volkes, die der kommunistische Jugendverband Chinas veranstaltete. China Central Television berichtete über ihn als Jugendidol.
Für das Umweltprogramm der Vereinten Nationen UNEP ist Wang „National Goodwill Ambassador for China“ und nutzt seine Berühmtheit dafür das Naturschutzprogramm „Wild for Life“ bekannter zu machen.

## Diskografie
- 2013: Heart
- 2014: Magic Castle
- 2014: Manual of Youth
- 2015: Big Dreamer
- 2016: Ferris Wheel
- 2016: Ode to A Tree
- 2017: Our Time

## Filmografie

### Spielfilme
- 2015: Pound of Flesh
- 2015: Mr. Six
- 2016: The Great Wall
- 2017: Namiya
- 2020: My People My Hometown
- 2020: L.O.R.D: Legend of Ravaging Dynasties 2
- 2021: Ne Zha
- 2021: 1921

### TV-Serien
- 2016: Noble Aspirations
- 2016: Love For Separation
- 2016: Finding Soul
- 2017: Boy Hood
- 2018: Eagles and Youngster
- 2019: I Am The Head Teacher
- 2020: Guardians of the Ancient Oath
- 2022: Be Reborn